# NGC 2112
NGC 2112 ist ein offener Sternhaufen im Sternbild Orion. Er wurde am 1. Januar 1786 von William Herschel entdeckt.